# Николаев, Алексей Борисович
Алексей Борисович Николаев (бел. Аляксей Барысавіч Мікалаеў; 1 марта 1990, Калининград, РСФСР, СССР) — российский и белорусский борец вольного стиля и грэпплер, призёр чемпионата Европы по вольной борьбе, призёр чемпионатов России по грепплингу, боевому самбо, вольной борьбе.

## Карьера
Родился в Калининграде. В январе 2016 года в Тегеране на Кубке Тахти стал серебряным призёром традиционной иранской борьбы пахлавани. В марте 2016 года в Риге на чемпионате Европы, одолев по дополнительным показателям болгарина Любена Илиева, стал бронзовым призёром. В декабре 2020 года на чемпионате России по грэпплингу в чеченском городе Шали стал бронзовым призёром.

## Спортивные результаты
- Чемпионат Белоруссии по вольной борьбе 2013 — ;
- Чемпионат Европы по борьбе 2017 — ;
- Чемпионат России по грэпплингу 2020 — ;